# Jean-Baptiste Simon Firmin Marie
Pour les articles homonymes, voir Marie.
Jean Baptiste Simon Firmin Marie vicomte de Fréhaut, né le 25 septembre 1769 à Époisses (Côte-d'Or), mort le 22 janvier 1835 à Vittonville (Meurthe-et-Moselle), est un général français de la Révolution et de l’Empire.

## États de service
Ancien élève de l’école des ponts et chaussées, il est promu lieutenant en 1792 dans le corps royal du génie. Il est nommé capitaine le 22 septembre 1794, et il se distingue au combat de Figuières du 17 au 20 novembre 1794, ainsi qu’au siège de Roses en 1795. En octobre 1795, il est directeur du génie à Perpignan, avant de rejoindre l’école d’artillerie à Metz le 3 avril 1796. Il est durant toute cette période et jusqu’à l’An XIII, chargé de l’exécution de plusieurs projets, de l’érection de grands travaux dans l’intérieur des places fortes de Metz, Thionville et au camp de Boulogne.
Le 5 mai 1800, il est à l’armée du Rhin, puis le 26 avril 1802, il est de retour à l’école d’artillerie à Metz. Il est fait chevalier de la Légion d’honneur le 5 août 1804.
En 1805, il participe à la campagne d’Autriche au sein du 4e corps de la Grande Armée, et il se fait remarquer à la bataille d’Austerlitz le 2 décembre 1805, où, avec 400 hommes, il enlève une batterie de 4 pièces d’artillerie et fait 500 prisonniers. Il est fait chef de bataillon le 26 décembre, et il devient aide de camp du prince Joseph le 17 février 1806. À l’issue du siège de Gaète en 1806, il est nommé colonel 27 février 1807, et désigné par Napoléon pour une mission auprès de l’Empereur Alexandre.
En 1808, il suit Joseph Bonaparte en Espagne, et il est promu général de brigade le 31 août 1809 au service du royaume d’Espagne.
De retour en France en 1813, il participe à la campagne d’Allemagne, il est à la bataille de Leipzig en octobre, et il est confirmé dans son grade de général de brigade le 4 novembre suivant. Il est affecté au 11e corps de la Grande Armée le 7 novembre 1813, et il est blessé et fait prisonnier lors de la retraite le 30 novembre suivant. Il est de retour en France en mai 1814.
Lors de la première restauration, il est fait officier de la Légion d’honneur le 31 janvier 1815 par le roi Louis XVIII.
Pendant les Cent-Jours, il commande la place de Thionville le 24 mars 1815, et de Sedan le 3 mai suivant. Le 23 mai, il devient aide de camp de Joseph Bonaparte et il est mis en non activité en août 1815. Retiré sur ses terres de Vittonville, il obtient sa retraite en 1825. En 1826, le roi le nomme lieutenant-général honoraire et le créé vicomte de Fréhaut l’année suivante.
Il meurt le 22 janvier 1835 à Vittonville.

## Sources
- (en) « Generals Who Served in the French Army during the Period 1789 - 1814: Eberle to Exelmans »
- Louis Antoine Michel, Biographie historique et généalogique des hommes marquants de l'ancienne province de Lorraine, Nancy, C.J Hissette, 1829, 436 p. (lire en ligne), p. 347.
- (pl) « Napoléon.org.pl »
- « Cote LH/1740/58 », base Léonore, ministère français de la Culture
- « Cote LH/1032/58 », base Léonore, ministère français de la Culture